# Ficus primaria
Ficus primaria är en mullbärsväxtart som beskrevs av Edred John Henry Corner. Ficus primaria ingår i släktet fikonsläktet, och familjen mullbärsväxter. Inga underarter finns listade i Catalogue of Life.